# Acacia mearnsii
Acacia mearnsii är en ärtväxtart som beskrevs av De Wild. Acacia mearnsii ingår i släktet akacior, och familjen ärtväxter. Inga underarter finns listade i Catalogue of Life.
Acacia mearnsii odlas kommersiellt i östafrika t.ex. Kenya för garvning.☂

## Bildgalleri

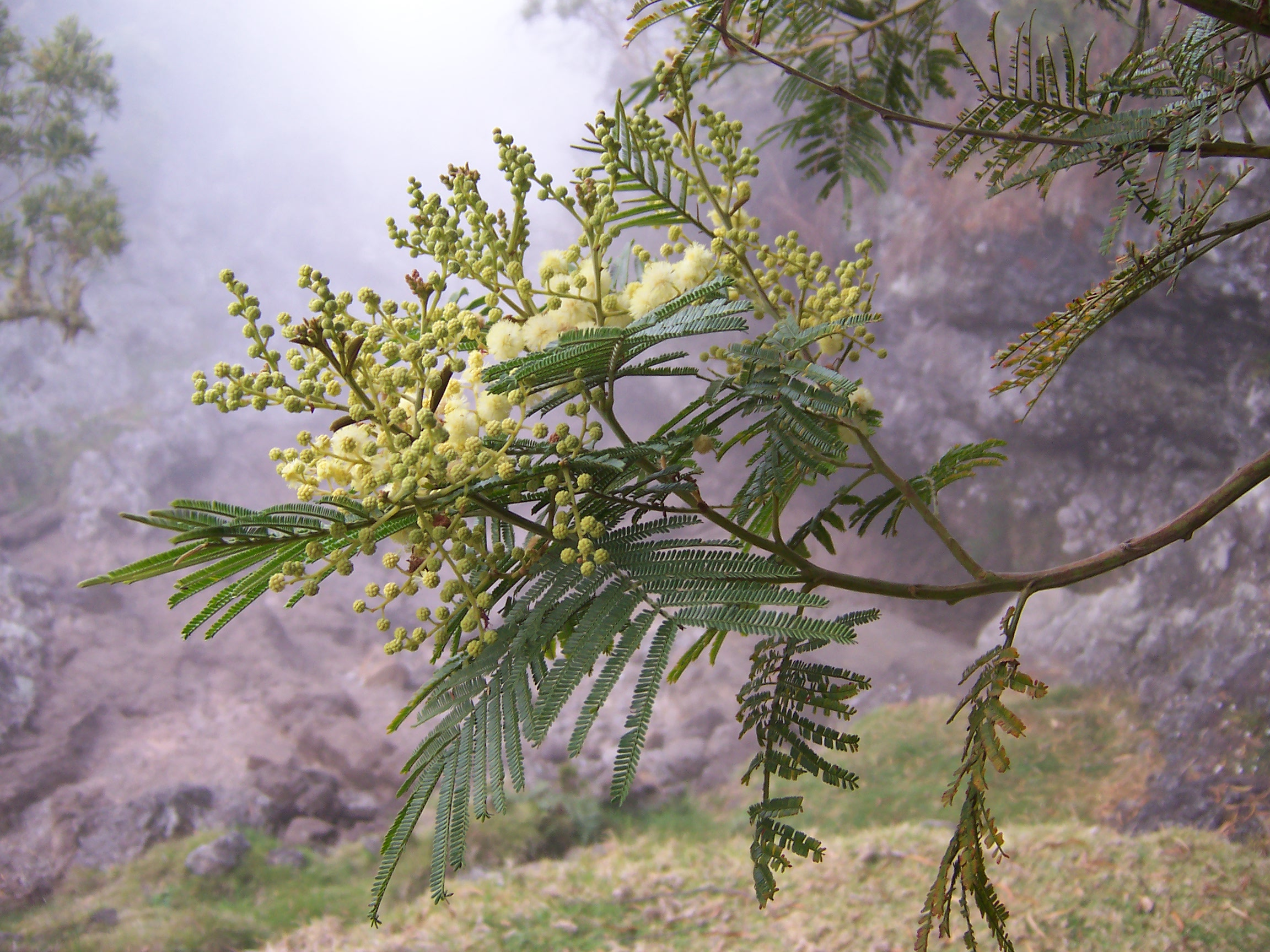
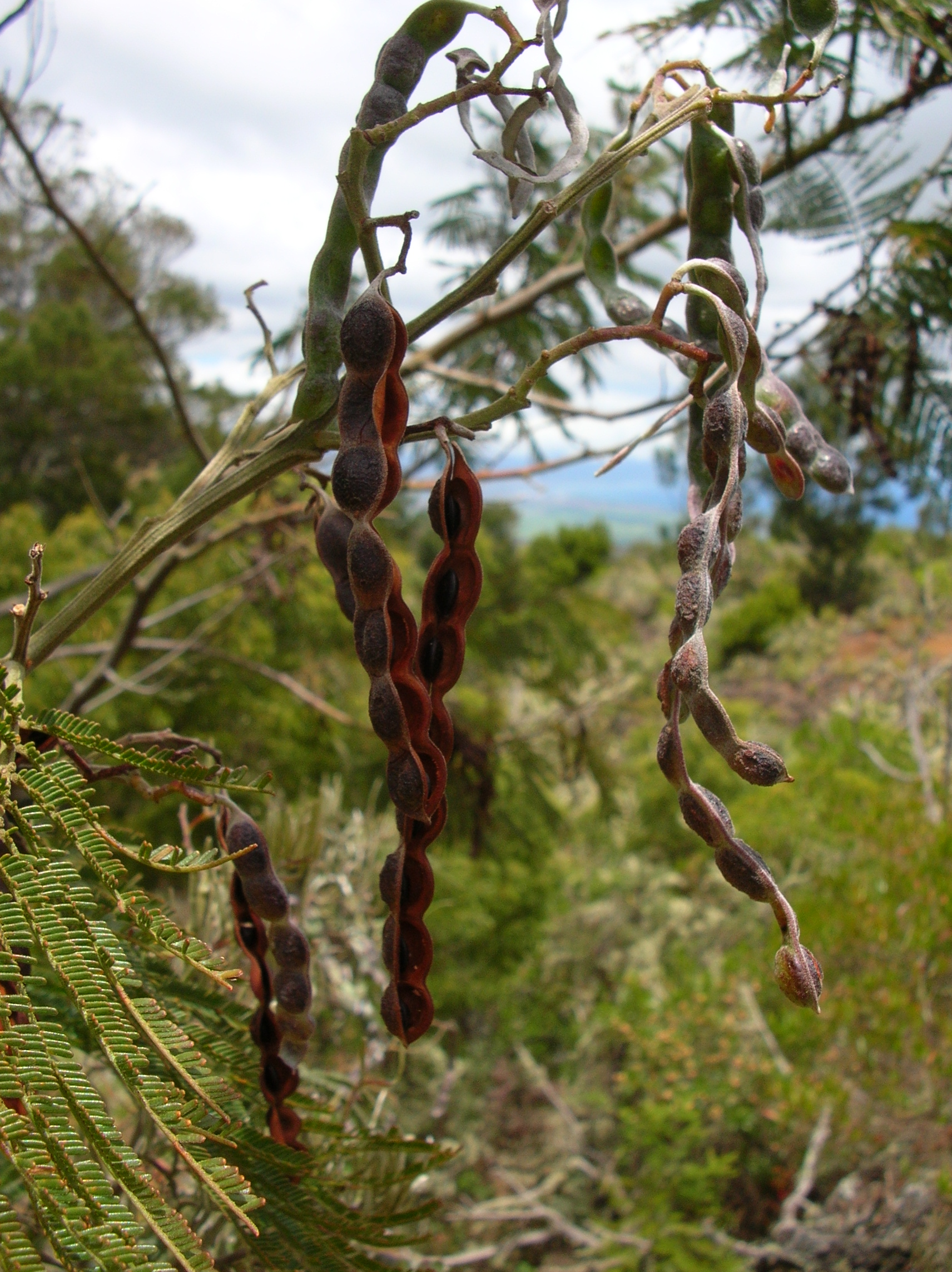
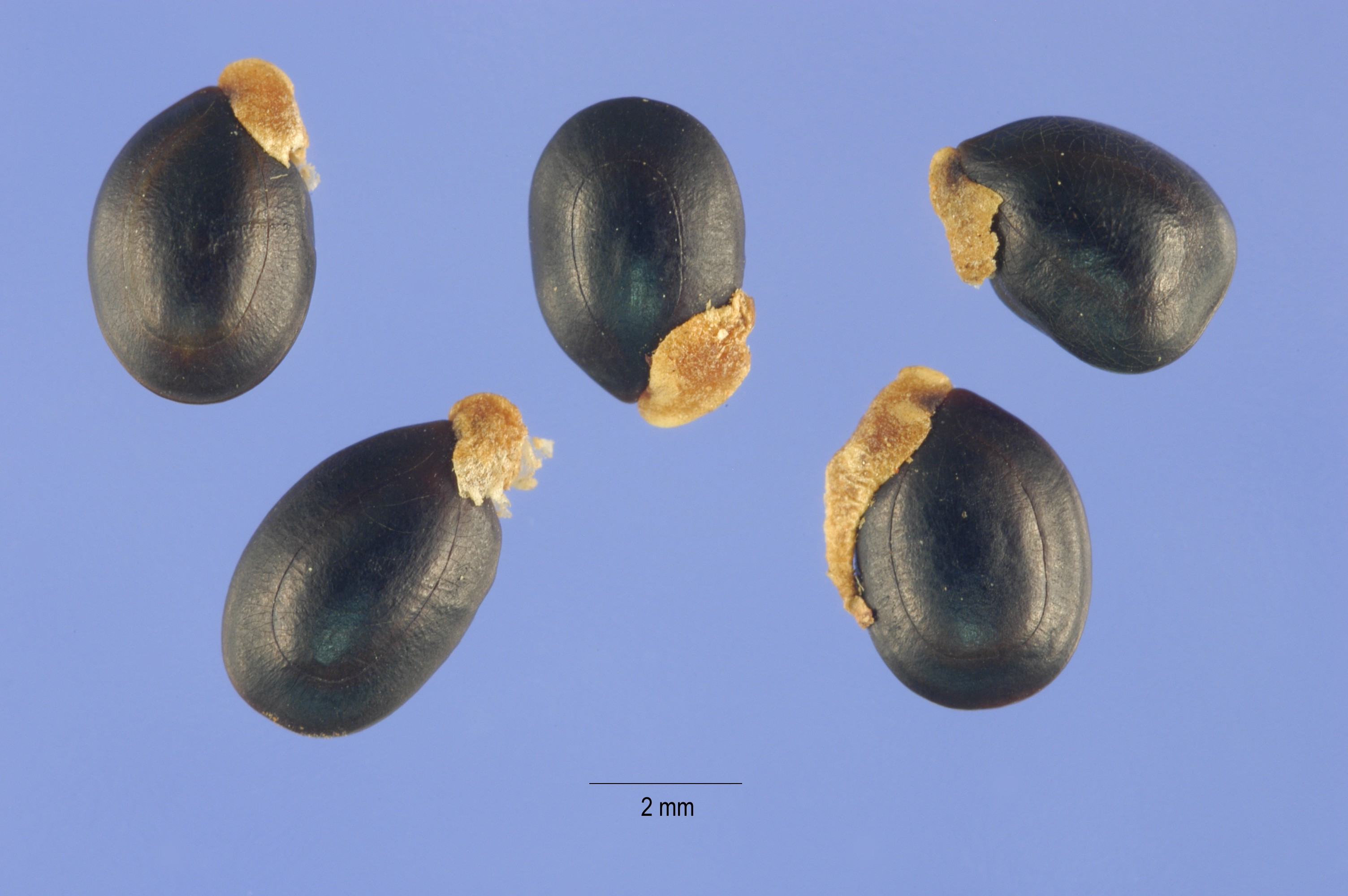
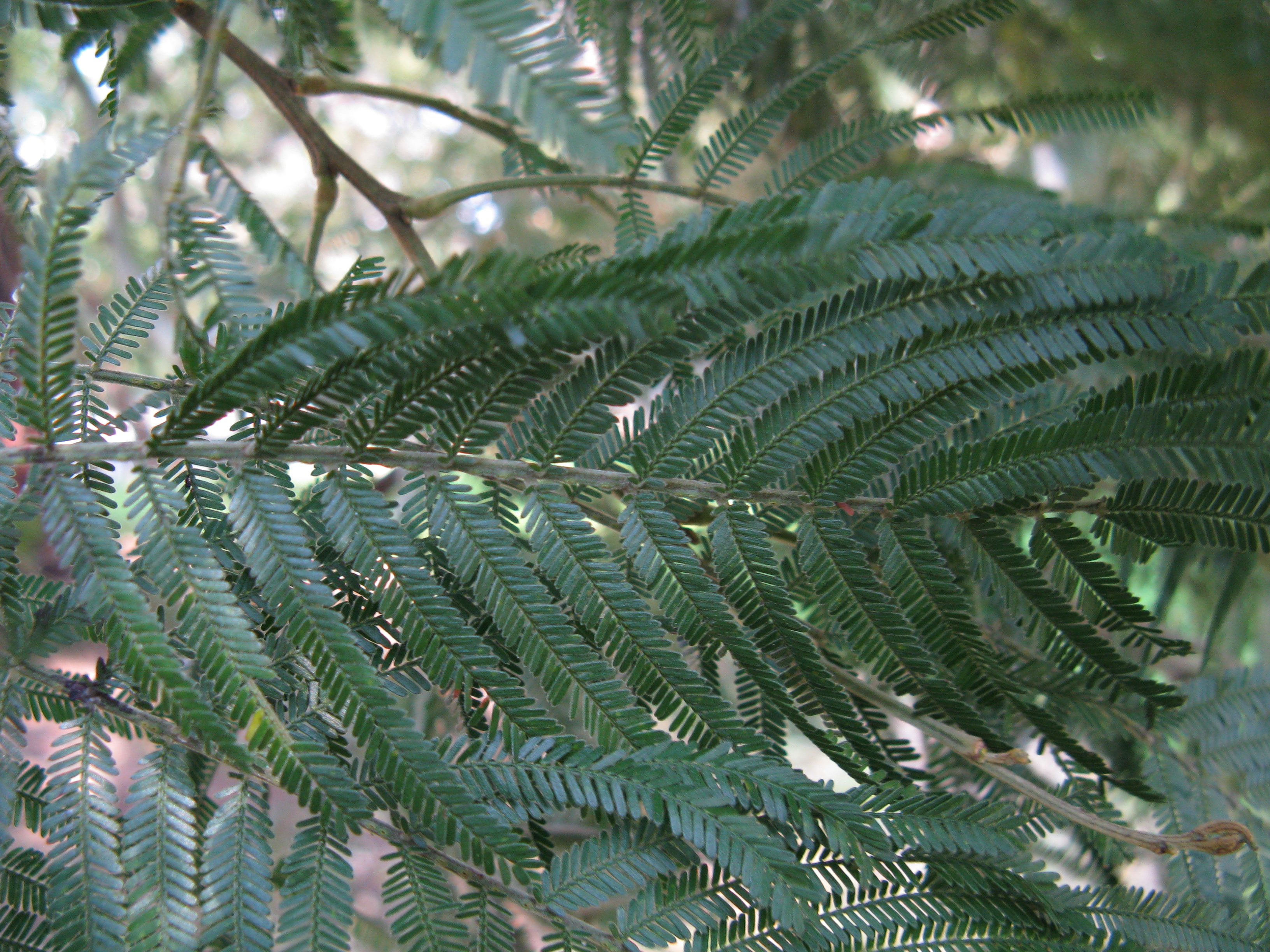
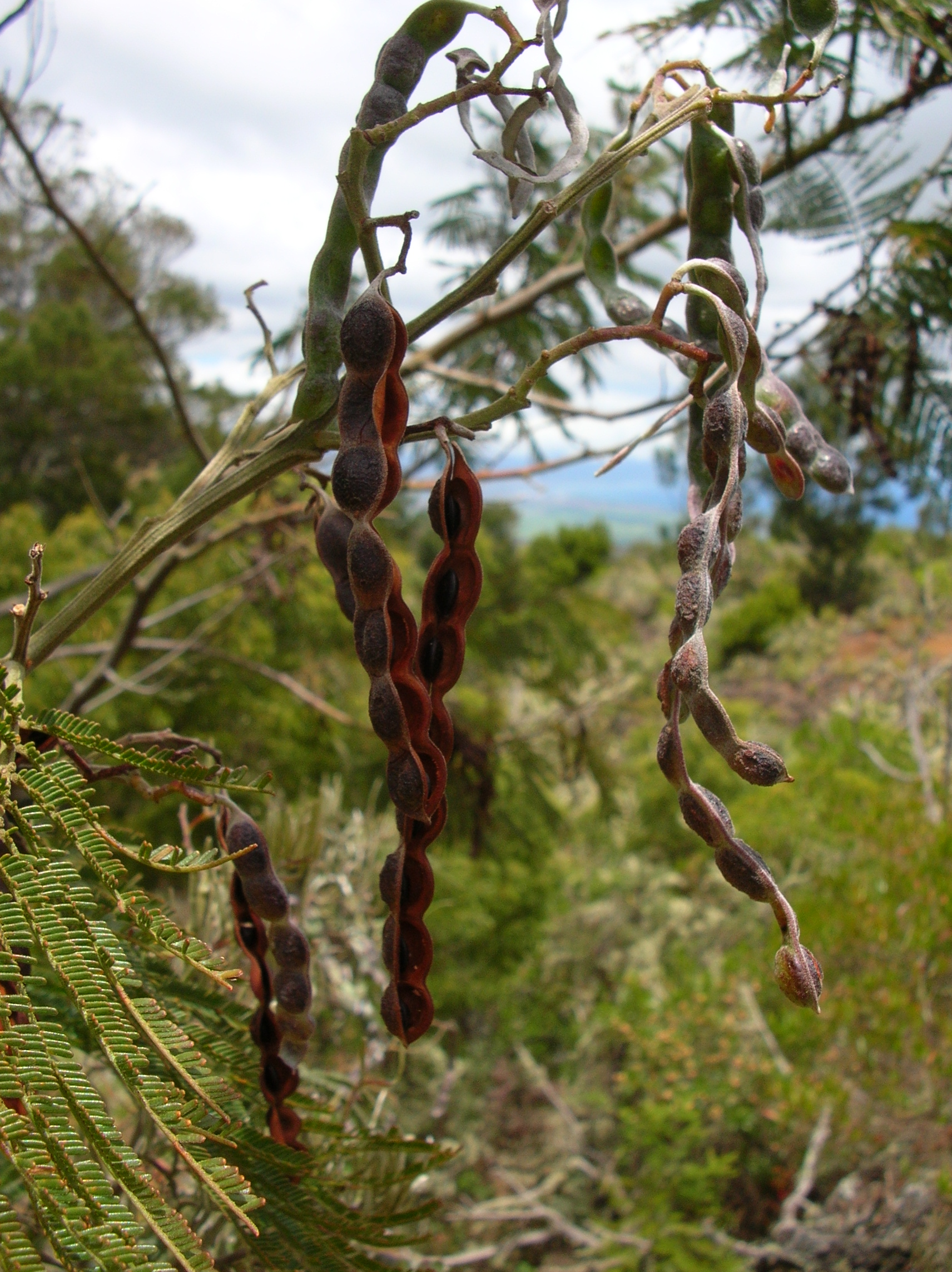
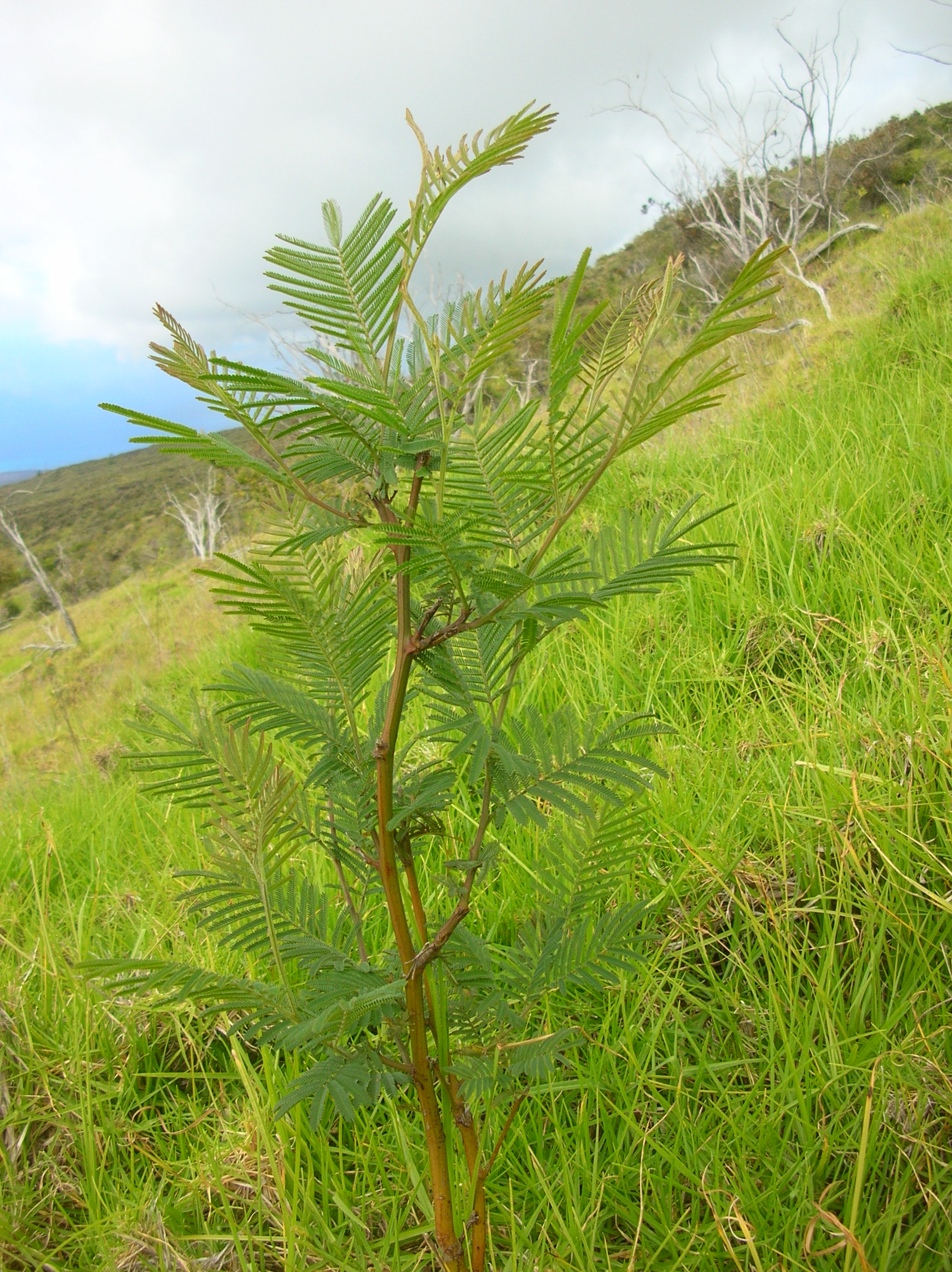